# كارلوس أمارال فيريرا
كارلوس أمارال فيريرا (بالبرتغالية: Carlos Amaral Ferreira‏) هو لاعب كرة قدم برتغالي، ولد في 6 يونيو 1969.